# Премія Т. Сааті
Премія Т. Сааті (США)

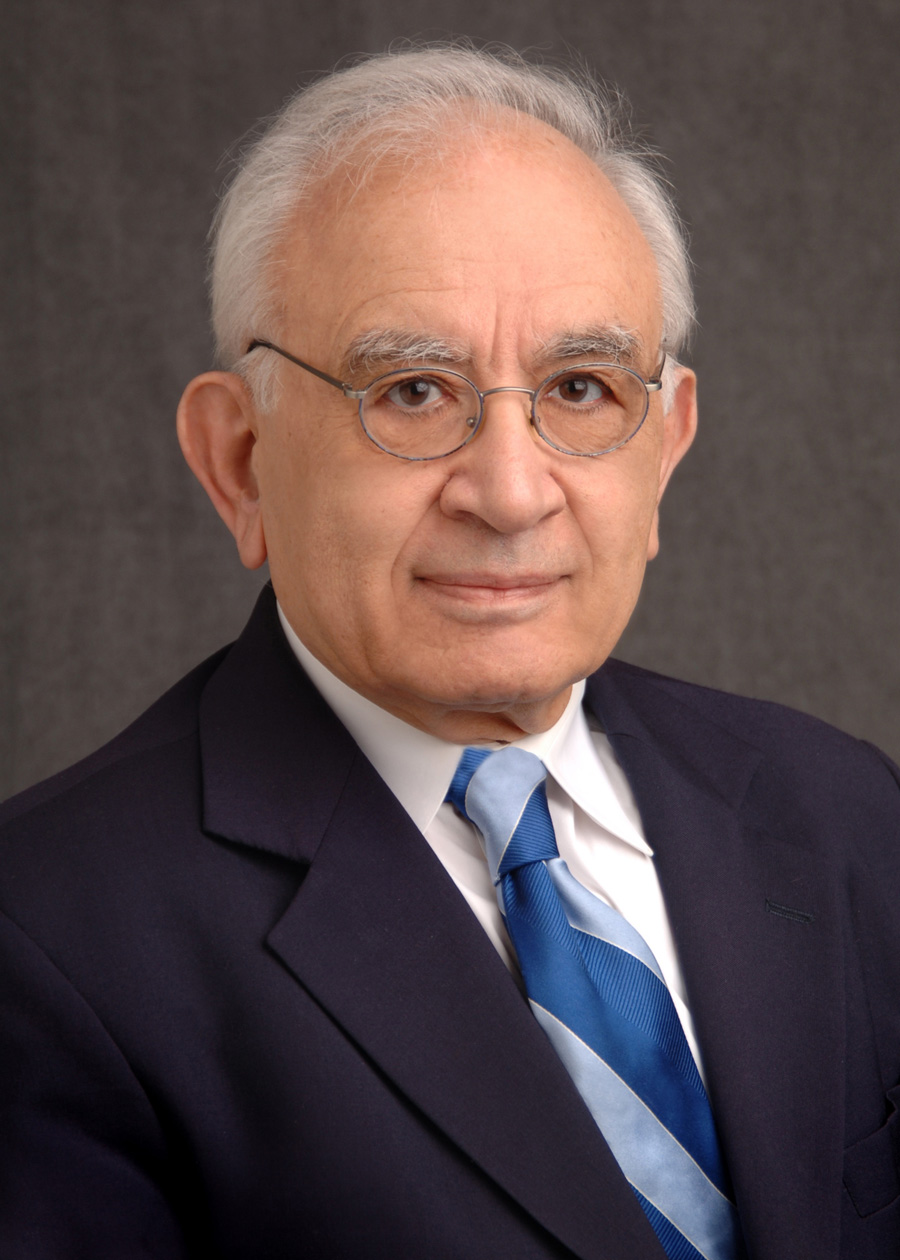
Томас Л. Сааті

Нагорода для видатних математиків заснована в 1970-ті роки на честь
професора Пенсильванського та Піттсбургського університетів Томаса Сааті (1926 - 2017) – автора «Методу аналізу ієрархій» (технології прийняття рішень на базі математичних розрахунків).